# Manöverbahn Abensberg–Oberhartheim
| Manöverbahn Abensberg–Oberhartheim des Eisenbahn-Bataillons München nördlich des Abensberger Bahnhofs mit Anschluss an die Gleise der Donautalbahn, 1904 |                     |                       |                       |
| Ehemaliger Streckenverlauf auf einer modernen Karte |                     |                       |                       |
| Streckenlänge: | 23 km               |                       |                       |
| Spurweite: | 600 mm (Schmalspur) |                       |                       |
| |                     |                       |                       |
| \| \| \| Abensberg \| \| \| \| Pontonbrücke Donau \| \| \| \| Holzbrücke Dettenbach \| \| \| \| Oberhartheim \|                                          |                     |                       |                       |
| Kopfbahnhof Streckenanfang (Strecke außer Betrieb) |                     | Abensberg             | Abensberg             |
| Eisenbahnfähre (Strecke außer Betrieb) |                     | Pontonbrücke Donau    | Pontonbrücke Donau    |
| Brücke über Wasserlauf (Strecke außer Betrieb) |                     | Holzbrücke Dettenbach | Holzbrücke Dettenbach |
| Kopfbahnhof Streckenende (Strecke außer Betrieb) |                     | Oberhartheim          | Oberhartheim          |

Die Manöverbahn Abensberg–Oberhartheim war 1904 eine 23 Kilometer lange schmalspurige Feldbahn von Abensberg über Eining, Irnsing, Marching und Pförring nach Oberhartheim.

## Geografische Lage
Die Feldbahn aus vorgefertigten Gleisjochen mit einer Spurweite von 600 mm begann nördlich des Abensberger Bahnhofs mit Anschluss an die Gleise der Donautalbahn. Sie überquerte die Donau bei Eining über eine Pontonbrücke und den Dettenbach über eine hölzerne Bockbrücke und endete in Oberhartheim.

## Geschichte
Ab dem 1. Juli 1904 nahmen 18 Offiziere und 324 Soldaten vom Eisenbahnbataillon München sowie 50 Offiziere und 1011 Soldaten vom 2. Fußartillerie-Regiment an einem Manöver zum Thema Angriff auf die Festung Ingolstadt teil. Dabei wurde zum ersten Mal schwere Artillerie mit einer im Feld verlegten Feldeisenbahn transportiert.
Ab dem 25. August 1904 verlegte die 1. Baukompagnie des kgl. Eisenbahnbataillons dazu eine 23 km langen Feldbahn. Die Strecke wurde in ununterbrochener Tag- und Nachtarbeit innerhalb von wenigen Tagen fertig gestellt. Zum Transport der Baumaterialien und der schweren Geschütze wurden insgesamt 13 Lokomotiven eingesetzt.

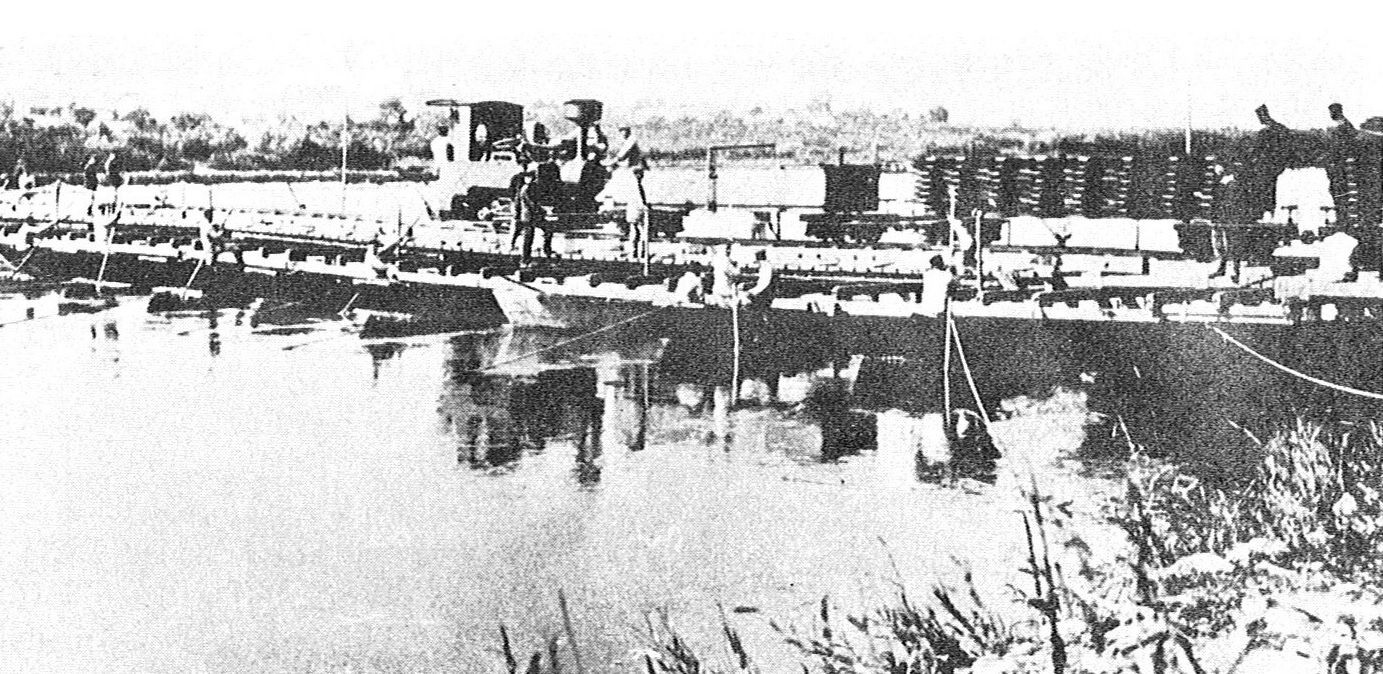
Pontonbrücke über die Donau bei Eining
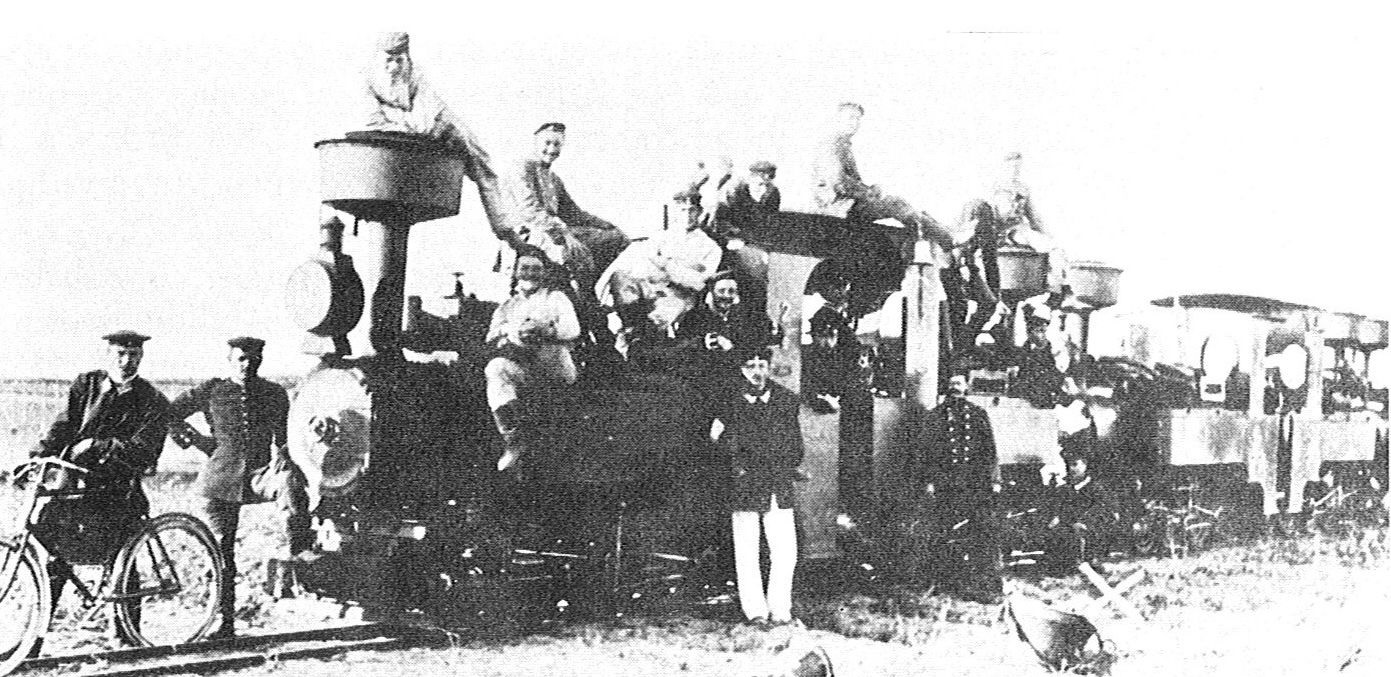
Eisenbahnbataillon München